# The World Is Mine
«The World Is Mine» —en español: «El mundo es mío»— es una canción realizada por el disc jockey y productor francés David Guetta, con la colaboración del cantante belga JD Davis. Incluida como el tercer sencillo de su segundo álbum de estudio, Guetta Blaster, lanzado el 22 de noviembre de 2004, convirtiéndose así en el sencillo más exitoso de este álbum. Incluye el sample de la canción de Simple Minds, «Someone, Somewhere (In Summertime)». «The World is Mine» fue el primer sencillo de Guetta que llegó al puesto uno en el Billboard Hot Dance Airplay en junio de 2007.

## Video musical
El video musical está dirigido por Stuart Gosling.El video presenta a un hombre con una estriper en tres escenas diferentes; un hospital con él como panda y ella como enfermera, una escuela secundaria con él como estudiante y ella como maestra, y en una oficina con él como hombre de negocios y ella como mujer de negocios.

## Lista de canciones
| CD, maxisencillo |                                                |          |  |
| N.º              | Título                                         | Duración |  |
| 1.               | «The World Is Mine» (Radio Edit)               | 3:08     |  |
| 2.               | «The World Is Mine» (Deep Dish Remix)          | 9:16     |  |
| 3.               | «The World Is Mine» (Blackstrobe Remix)        | 8:08     |  |
| 4.               | «The World Is Mine» (F*** Me I'm Famous Remix) | 8:13     |  |
| 5.               | «The World Is Mine» (Antoine Clamaran Dub)     | 8:36     |  |

| CD, maxisencillo, Enhanced |                                                     |          |  |
| N.º                        | Título                                              | Duración |  |
| 1.                         | «The World Is Mine» (F*** Me I'm Famous Radio Edit) | 3:12     |  |
| 2.                         | «The World Is Mine» (Original Mix)                  | 3:38     |  |
| 3.                         | «The World Is Mine» (Deep Dish Remix Edit)          | 4:07     |  |
| 4.                         | «The World Is Mine»                                 | Video    |  |

| CD, maxisencillo (2007) |                                                            |          |  |
| N.º                     | Título                                                     | Duración |  |
| 1.                      | «The World Is Mine» (F*** Me I'm Famous Radio Edit)        | 3:13     |  |
| 2.                      | «The World Is Mine» (F*** Me I'm Famous Club Mix)          | 8:14     |  |
| 3.                      | «The World Is Mine» (Oakenfold Downtempo Mix)              | 3:45     |  |
| 4.                      | «The World Is Mine» (Oakenfold Downtempo Mix With Sweetie) | 2:53     |  |
| 5.                      | «The World Is Mine» (Cedric Gervais Remix)                 | 9:29     |  |
| 6.                      | «The World Is Mine» (Deep Dish Remix)                      | 9:17     |  |
| 7.                      | «The World Is Mine» (Kenneth Thomas Remix)                 | 9:11     |  |
| 8.                      | «The World Is Mine» (Liam Shachar Remix)                   | 6:51     |  |
| 9.                      | «The World Is Mine» (Nat Monday Remix)                     | 6:19     |  |

## Posicionamiento en listas
| Lista (2004–07)                              | Mejor posición |
| -------------------------------------------- | -------------- |
| Bélgica (Flandes) (Ultratop 50)              | 13             |
| Bélgica (Valonia) (Ultratop 50)              | 15             |
| España (Top 100 Canciones)                   | 10             |
| Estados Unidos (Billboard Hot Dance Airplay) | 1              |
| Europa (European Hot 100)                    | 58             |
| Francia (SNEP)                               | 16             |
| Francia (Club 40)                            | 4              |
| Irlanda (IRMA)                               | 39             |
| Países Bajos (Dutch Top 40)                  | 27             |
| Reino Unido (The Official Charts Company)    | 49             |
| Reino Unido (UK Dance Chart)                 | 2              |
| Rusia (Airplay)                              | 4              |
| Suiza (Schweizer Hitparade)                  | 40             |